# John Hollins
John William Hollins (* 16. Juli 1946 in Guildford; † 13. Juni 2023) war ein englischer Fußballspieler und -trainer.
Mit insgesamt 714 Einsätzen in der First Division ist er der Feldspieler mit den meisten Einsätzen in der höchsten englischen Spielklasse. Nur der Torwart Peter Shilton kann mehr Einsätze (848) in der höchsten Liga aufweisen.

## Karriere

### Spielerkarriere
Der in einer Fußballerfamilie aufgewachsene Hollins – sein Vater, Großvater und alle drei Brüder waren Profis – kam als 17-Jähriger zum FC Chelsea. Der Mittelfeldspieler, dessen größte Stärke die Lauffreudigkeit war, wurde nach wenigen Jahren Kapitän der Mannschaft. Die größten Erfolge mit den Blues waren der Ligapokal-Sieg 1965, den englischen FA-Cup-Sieg 1970 und den Sieg im europäischen Pokalsiegerwettbewerbs 1971. In dieser Zeit wurde er einmal in Englands Team einberufen. Er durfte am 24. Mai 1967 gegen Spanien das englische Trikot überziehen. 1975 ging er zu den Queens Park Rangers. Nach vier Jahren und 151 Spielen bei den Rangers ging er zum Lokalrivalen des FC Chelsea, zum FC Arsenal. Bei den Gunners kam er ebenfalls ins Finale des europäischen Pokalsiegerwettbewerbs, verlor dieses aber. 1983, nach einigen Jahren im Highbury, ging Hollins wieder zurück zu den Blues, bei denen er in einem Jahr noch 29 Mal zum Einsatz kam.

### Trainerkarriere
Seine erste Trainerstation war der FC Chelsea, bei dem er von 1985 bis 1988 unter Vertrag stand. Nach erfolglosen Spielen 1988 wurde er von den Blues entlassen. Nach seinem Rausschmiss beim FC Chelsea gründete er seine eigene Sportfirma, die er bis zu seinem Engagement bei den Queens Park Rangers 1993 führte. Der Engländer übernahm das Betreueramt und war sogar kurzfristig (1997) Cheftrainer bei den Hoops. Von 1998 bis 2001 war er Trainer beim walisischen Klub Swansea City. Nach Swansea war Hollins noch ein Jahr Trainer beim AFC Rochdale, Stockport County (hier auch beim chinesischen Kooperationsklub Stockport Tiger Star), Crawley Town und bis Dezember 2008 beim FC Weymouth. Von Zeit zu Zeit arbeitete der Engländer als Experte für BBC Radio.

## Erfolge
- Englischer Pokal: 1970, 1979
- Englischer Ligapokal: 1965
- Europapokal der Pokalsieger: 1971